# Gnophodes grogani
Gnophodes grogani är en fjärilsart som beskrevs av Sharpe 1901. Gnophodes grogani ingår i släktet Gnophodes och familjen praktfjärilar. Inga underarter finns listade i Catalogue of Life.